# Lindsay Duncan
Lindsay Vere Duncan (Edimburg, Escòcia, 7 de novembre de 1950) és una actriu escocesa guanyadora d'un Tony de teatre per la seua interpretació en l'obra "Private Lives".

## Biografia
Va estudiar en la "London's Central School of Speech and Drama" i va treballar en petits papers de teatre abans de començar a actuar en produccions de televisió en els anys 1980 com On Approval (1982), Reilly, Ace of Spies (1983), Dead Head (1985), i Traffik (1989). En teatre va interpretar el paper de La Marquise de Merteuil en la producció de la Royal Shakespeare Company Els liaisons dangereuses en Stratford, Londres i Nova York.
En els anys 1990, ella va seguir apareixent en prestigioses obres a Londres i en produccions per a televisió, com una producció de 1999 sobre Oliver Twist, interpretant a Elizabeth Leeford. Duncan també va aparèixer en l'adaptació al cinema de 1999 de l'obra de Jane Austen Mansfield Park (interpretant tant la mare de l'heroïna com la seua tia, addicta a les drogues), en la sèrie de 1997 A History of Tom Jones: A Foundling, en l'adaptació de 1996 de El somni d'una nit d'estiu com Hippolyta i Titania, i en la sèrie de 1993 Year in Provence, com l'esposa de l'autor Peter Mayle.
En la dècada dels 2000 Duncan va interpretar a Servilia Caepionis en la sèrie de la HBO i la BBC Roma i a Rose Harbinson a Starter for 10. Envellida pel maquillatge, va interpretar l'esposa de Lord Longford, Elizabeth, a Longford. El 9 d'abril de 2008, s'anunciava que Duncan interpretaria a Margaret Thatcher en un telefilm de la BBC. També va aparèixer com a convidada en la sèrie Agatha Christie's Poirot.
Sobre els escenaris, va participar en el muntatge de John Gabriel Borkman (2011), d'Ibsen, al costat de Alan Rickman i Hay Fever (2012), de Noël Coward.
Interpreta a una crítica teatral en la cinta Birdman, així com a la reina Annis en la sèrie de la BBC Les aventures de Merlí.
En 2012 interpreta a la dona del ministre Callow en la sèrie de televisió britànica Black Mirror (episodi The National Anthem).